# Привас, Джон
Джон Привас (англ. John Prevas) — американский историк античности и автор книг. Специалист по истории Ганнибала

## Биография
Родился в Балтиморе, Мэриленд. Получил степень бакалавра по истории (Университет штата Мэриленд), степень магистра в области психологии образования (Университет Джонса Хопкинса), степень магистра политологии Университета Мэриленда и степень по юриспруденции (Антиохийская Школа права, Вашингтон, округ Колумбия).
- 2001 — 2011: научный сотрудник и ассистента профессора антиковедения в Eckerd College[англ.], штат Флорида. Вел курсы по древнегреческой и римской истории, латыни и римскому праву.
- 2015, 2017 и 2018: приглашённый профессор классики в Университете Южной Флориды.
- В 2018 году продолжает работать в качестве назначенного судом посредника в шестом судебном округе Флориды и преподавать классику. Работает над новой книгой об античности.

Принимал участие в программе History Channel о переходе Ганнибала через Альпы (2002) и в фильме о Ганнибале, показанном на канале National Geographic (2008).